# Trixoscelis jugoslaviensis
Trixoscelis jugoslaviensis är en tvåvingeart som först beskrevs av Joseph Charles Bequaert 1960.  Trixoscelis jugoslaviensis ingår i släktet Trixoscelis och familjen myllflugor. Inga underarter finns listade i Catalogue of Life.